# Surviving Antarctica: Reality TV 2083
Surviving Antarctica: Reality TV 2083 es una novela de aventura y ciencia ficción de la autora estadounidense Andrea White, publicada por la editorial HarperCollins en 2005. En 2006, el libro ganó el premio Golden Spur otorgado por la Asociación de Lectura del Estado de Texas al mejor libro de un autor de Texas, y fue nominado para un premio Texas Bluebonnet de literatura infantil. La trama relata una retorcida competencia en la que se pone en riesgo la vida de seres humanos y se desarrolla en un futuro distópico, similar al descrito en otras novelas como La larga marcha de Stephen King y Los juegos del hambre de Suzanne Collins.

## Sinopsis
La historia de Surviving Antarctica se desarrolla en el año 2083 en un Estados Unidos enloquecido por la televisión. América en su conjunto ha sufrido dificultades económicas extremas, con personas que viven en chozas y barrios marginales que recuerdan a Hoovervilles durante la Gran Depresión. El Secretario de "Entretenimiento" es el Jefe del Departamento de Entretenimiento o el DOE. Las escuelas públicas se cierran y se reemplazan con "Edu-TV", que son lecciones con cuestionarios interactivos en una pantalla de televisión. Después de completar el octavo año requerido de Edu-TV, cada ciudadano debe pagar por la escuela secundaria y la universidad por su cuenta. Para pagar más educación, se otorgan algunas becas patrocinadas, la más popular es un juego de azar llamado "The Toss".
En Edu-TV el programa de Estudios Sociales / Historia se llama "Superviviente Histórico". El Secretario del DOE reúne a "unos pocos afortunados" para recrear partes de la historia. Cinco niños (Robert, Polly, Grace, Andrew y Billy) ven un anuncio de la Secretaría de Entretenimiento (apodada "Hot Sauce") para una nueva Serie de Supervivientes Históricos. Se llama "Superviviente histórico: Antártida" y ofrece 100.000 dólares a quien sea elegido para volver a representar la expedición de Robert F. Scott y 90.000 adicionales al MVP (jugador más valioso). De entre 4.000 solicitantes, estos cinco niños son aceptados. El secretario coloca implantes de videocámara corneal en todos los ojos izquierdos de los niños para filmar el espectáculo en lugar de un equipo de cámara debido a las muertes de camarógrafos en temporadas anteriores y para reducir los costos. El secretario también ha planeado varias calamidades diferentes que le sucederán a los niños en su viaje como una alusión dura a los obstáculos similares que enfrentó Scott en su expedición Terra Nova. 
Los cinco provienen de entornos y ámbitos de vida completamente diferentes, pero tendrán que cooperar para sobrevivir en la Antártida. A través de una serie de tragedias y desgracias, terminan en el medio de la nada, congelados y hambrientos.

## Título
Surviving Antarctica se publicó originalmente como No Child's Game: Reality TV 2083. La editorial HarperCollins se comunicó con la autora y le comentó que los adolescentes y preadolescentes (el grupo de edad al que iba dirigida la novela) serían menos propensos a comprar el libro si el título tuviera la palabra "niño". Luego fue cambiado a Surviving Antarctica: Reality TV 2083.